# Karen Allen
Katharine Juliet Ross (n. 29 ianuarie 1940) este o actriță și autoare americană.

## Date biografice
Tatăl ei, Carroll Thompson Allen, a fost funcționar la Biroul Federal de Investigații (FBI) iar mama Patricia Howell a fost învățătoare. Familia Allen se mută de mai multe ori pânâ la urmă se stabilesc în regiunea orașului Washington D.C.. Allen a studiat artă și design la universitățile: Fashion Institute of Technology in New York City, George Washington University și University of Maryland. În 1973 joacă în piesa de teatru "Saint", cariera în domeniul cinematografiei a început în 1978 cu filmul "OT: Animal House".

## Filmografie
| Filme | Filme                                         | Filme             | Filme |
| Anul  | Titlu                                         | Rol               |       |
| ----- | --------------------------------------------- | ----------------- | ----- |
| 1978  | Animal House                                  | Katy              |       |
| 1979  | The Wanderers                                 | Nina              |       |
| 1980  | Cruising                                      | Nancy             |       |
| 1980  | A Small Circle of Friends                     | Jessica Bloom     |       |
| 1981  | Indiana Jones și căutătorii arcei pierdute    | Marion Ravenwood  |       |
| 1982  | Shoot the Moon                                | Sandy             |       |
| 1982  | Split Image                                   | Rebecca/Amy       |       |
| 1984  | Until September                               | Mo Alexander      |       |
| 1984  | Starman                                       | Jenny Hayden      |       |
| 1987  | Terminus                                      | Gus               |       |
| 1987  | The Glass Menagerie                           | Laura Wingfield   |       |
| 1988  | Backfire                                      | Mara McAndrew     |       |
| 1988  | Scrooged                                      | Claire Phillips   |       |
| 1989  | Animal Behavior                               | Alex Bristow      |       |
| 1990  | Challenger                                    | Christa McAuliffe |       |
| 1991  | Sweet Talker                                  | Julie Maguire     |       |
| 1992  | The Turning                                   | Glory Lawson      |       |
| 1992  | Malcolm X                                     | Miss Dunne        |       |
| 1993  | The Sandlot                                   | Scott's Mom       |       |
| 1993  | King of the Hill                              | Miss Mathey       |       |
| 1993  | Ghost in the Machine                          | Terry Munroe      |       |
| 1997  | 'Til There Was You                            | Betty Dawkan      |       |
| 1998  | Wind River                                    | Martha (Wilson)   |       |
| 1998  | Falling Sky                                   | Resse Nicholson   |       |
| 1999  | The Basket                                    | Bessie Emery      |       |
| 2000  | The Perfect Storm                             | Melissa Brown     |       |
| 2001  | In the Bedroom                                | Marla Keyes       |       |
| 2001  | World Traveler                                | Delores           |       |
| 2003  | The Root                                      |                   |       |
| 2003  | Briar Patch                                   | Butcher Lee       |       |
| 2004  | Poster Boy                                    | Eunice Kray       |       |
| 2004  | When Will I Be Loved                          | Alexandra Barrie  |       |
| 2008  | Indiana Jones și regatul craniului de cristal | Marion Ravenwood  |       |
| 2009  | A Dog Year                                    | Paula (voce)      |       |
| 2010  | White Irish Drinkers                          | Margaret          |       |
| 2010  | November Christmas                            | Claire            |       |

## Cărți
- Grover, Grover come on over!
- The Teeny, Tiny Farm.
- Bear Island.
- The Baby Animals' Party.
- The Fuzzytail Friends' Great Egg Hunt.
- The Little Quiet Book. (with Jean Hirashima, Random House)
- The Little Noise Book. (with Jean Hirashima, Random House)
- Open the Door, Little Dinosaur. (with Norman Gorbaty)
- Twinkle, Twinkle The Little Bug. (with Tom Cooke)
- Sweetie and Petie. (with Lisa McCue)